# João Batista de Figueiredo Tenreiro Aranha
João Batista de Figueiredo Tenreiro Aranha (Belém, 23 de junho de 1798 — Belém, 19 de janeiro de 1861) foi um político brasileiro e primeiro presidente da província do Amazonas de 1 de janeiro de 1852 a 27 de junho de 1852.

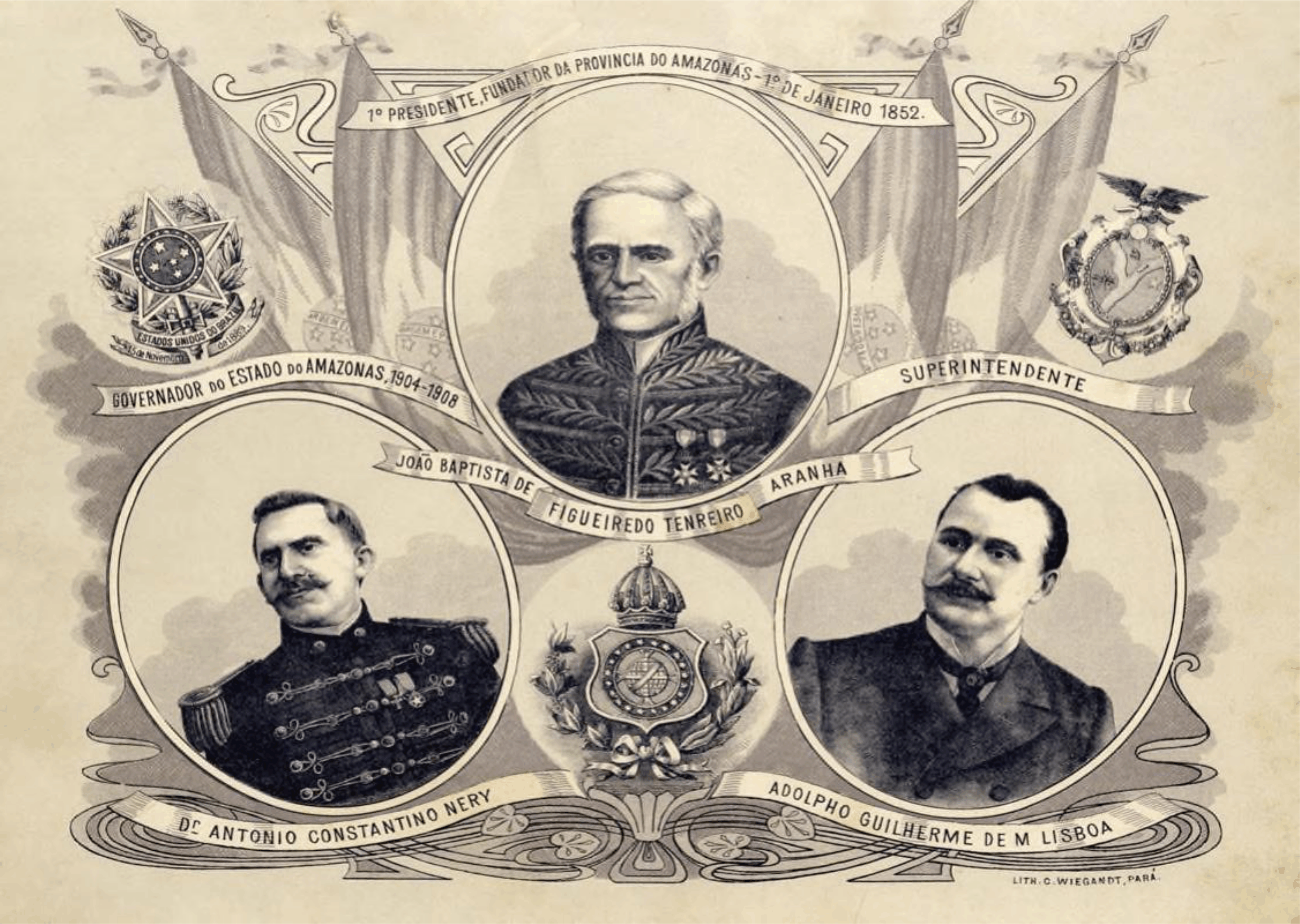
Em litografia na Revista Archivo Do Amazonas, Ano 1, N. 4, 23 de abril de. 1907.

Filho do poeta Bento de Figueiredo Tenreiro Aranha e de Rosalina Espinosa Solkman Tenreiro Aranha. Bento de Figueiredo exercia, em Belém, o cargo de escrivão vitalício da Alfândega, falecendo a 25 de novembro de 1811 e deixando Tenreiro Aranha com apenas 13 anos. Rosalina ficou na pobreza, contando somente com o sítio Memória, resultado daí o apelido do menino de João da Memória. Com 14 anos Aranha prestou exame de matemática, além de se sair bem em aritmética, contabilidade e escrituração mercantil no Liceu Paraense. Embarcado, na qualidade de escrivão, a bordo de uma escuna, numa de suas viagens, chegou ao Rio de Janeiro, onde pleiteou o emprego que o pai ocupara, pois a lei mandava dar preferência, por morte do serventuário, ao filho mais velho, quando competente, mas a vaga lhe foi negada.
Decepcionado, largou o trabalho de escrivão e a escuna, voltando a Belém onde conseguiu o cargo de escrevente da Junta da Fazenda Real, em 1815. Em 1818, alistou-se no Esquadrão de Cavalaria, criado e organizado naquele ano pelo conde de Vila Flor, capitão-mor da capitania, na capital paraense. No Esquadrão foi de sargento a alferes, posto este confirmado por D. João VI. Após 1822, a sociedade paraense se dividiu politicamente, parte contra a independência do Brasil; outra, a favor. Nessa ficou Tenreiro Aranha exonerando-se das funções de alferes e tendo resolvido, então, fundar um estabelecimento agrícola na Ilha de Marajó, quando foi convidado a ocupar o cargo de escriturário da Junta da Fazenda. Já estava casado com Emília Portal de Carvalho. Devido às suas preferências políticas, que ele tornava públicas através dos jornais, começou a ser perseguido e escreveu: - Escapei de ser preso nessa ocasião, por haver quem por mim se interessasse junto ao poder despótico de Villaça, contudo era sempre apontado e vivia em risco por ter escrito e publicado algumas idéias a favor da causa do Brasil no Periódico Paraense, e sustentado com energia a eleição na Câmara - Por duas vezes, teve de fugir em pequeno barco à vela e a remo, para São Luís do Maranhão, com sacrifício de saúde e dinheiro, a fim de não cair nas garras dos seus adversário. Em 16 de novembro de 1831 foi reintegrado nas funções de escrivão da Mesa Grande da Alfândega e depois administrador da Mesa de Estiva, onde ficou até 1836, sempre servindo, devido ao seu conhecimento da coisa pública, em várias comissões de importância como as de comercio, industria, navegação e política. Ainda em 1832, sofrendo novas perseguições políticas, refugia-se nos Estados Unidos e depois no Rio de Janeiro, voltando a Belém em 1834.
Já como inspetor da Alfândega, foi demitido e mandado ser preso pelo general André, em março de 1838 e posto em liberdade em 20 de maio, desde que seguisse par ao Rio de Janeiro a fim de responder a processo, o que ele obedeceu. Dois meses depois, porém, quando seguia para o Rio a bordo da charrua Carioca, soube que o processo contra ele deram em nada e fora novamente nomeado pela Regência como inspetor da Alfândega do Pará. Volta para Belém. De 1840 a 1849, Tenreiro Aranha foi ininterruptamente eleito deputado provincial. Nas legislaturas de 1848 e 1849, serviu na Assembleia Geral, como deputado pelo Pará, que, então, compreendia o Amazonas. De todos os benefícios que prestou, nas duas Assembléias, são incomparáveis, pelo seu alcance político e econômico, o da elevação do Amazonas à categoria de província e do estabelecimento da navegação a vapor no Amazonas, este, apoiado por Irineu Evangelista de Souza (Barão de Mauá), criador e incorporador da Companhia de Navegação e Comércio do Amazonas.
Sobre o fato, em 7 de novembro de 1849, apresentou a seguinte indicação: Indico que se dirija uma representação à Assembléia Geral legislativa, para que a Comarca do Alto Amazonas seja elevada à sua antiga categoria de Província. Afinal, em 1850, foi criada a Província do Amazonas, por Lei no. 582, de 5 de setembro, sendo Aranha nomeado seu primeiro presidente por decreto imperial de 7 de junho de 1851. A bordo do vapor Guapiassú, chegou a Manaus a 27 de dezembro de 1851, sendo recebido com festividade pela diminuta população da capital. Levava numerosas pessoas, algumas das quais para seus auxiliares. A 1º. De janeiro de 1852, na Câmara Municipal, em sessão extraordinária e solene, assumiu o governo, instalando a província. Presidente da nova província, e ainda Deputado Geral, teve que descer a Belém numa canoa e dela seguir em navio para o Rio de Janeiro, para tomar parte do plenário da Assembleia, onde pretendia conseguir apoio para o seu governo, passando o cargo para o vice-presidente Manuel Gomes Correia de Miranda, em 27 de junho de 1852.
Iniciou seu trabalho como dirigente do Amazonas regulamentando os serviços públicos, baixando instruções para a arrecadação, fiscalização e escrituração das rendas provinciais. Adotou o regulamento da Instrução Pública do Pará, enquanto elaborava outro mais adequado, e criou as repartições necessárias. Mandou explorar alguns rios, cuidando da sua navegação. Tratou da catequese dos índios e da colonização. Arrumou um prédio para o Palácio do Governo e mandou fazer uma nova cadeia, além de começar a criar um núcleo de colonização agrícola e fabril.
Doente, regressou a Belém para se tratar quando a 31 de dezembro daquele ano recebeu o decreto de sua exoneração como presidente do Amazonas. Reelegeu-se ainda para a Assembleia Provincial do Pará de 1856 a 1859 e, depois, tentou se candidatar ao Senado, mas, numa lista tríplice enviado ao governo, foi escolhido Domingos Ferreira Pena. Aos 60 anos recolheu-se a vida privada. Dizem que enlouqueceu, vinda a falecer, vítima de um incêndio que irrompeu em seu dormitório, num subúrbio de Belém, em 19 de janeiro de 1861.
A cidade Presidente Figueiredo (AM) foi assim batizada em sua homenagem.